# Thomas Kinsella
Thomas Kinsella (Inchicore, 4 de mayo de 1928-Dublín, 22 de diciembre de 2021) fue un poeta, traductor y editor irlandés.

## Primeros años
Nació en Inchicore, Dublín. Pasó gran parte de su niñez en la Irlanda rural, aprendiendo la lengua irlandesa en la escuela Model School de Inchicore y en la O'Connell Christian Brothers School. Ingresó en el University College Dublin en 1946, en principio para estudiar ciencias. Tras un tiempo empezó a trabajar como funcionario del Irish Civil Service, continuando sus estudios, ahora de humanidades, en régimen nocturno.
Sus primeros poemas fueron publicados en la revista de la universidad The National Student y en Poetry Ireland. Su primera obra breve, The Starlight Eye (1952), fue publicado por Liam Miller en la editorial Dolmen Press; así también Poems (1956), su primer libro de importancia. A estos siguieron Another September (1958), Moralities (1960), Downstream (1962), Wormwood (1966) y el poema largo titulado Nightwalker (1967).
Estos libros denotaban una fuerte influencia de W. H. Auden, tocando temas urbanos y de amor romántico, lo que alejaba a Kinsella de la corriente dominante en los años 50 y 60 en Irlanda, marcada por la figura de Patrick Kavanagh.
Recibió el Honorary Freedom of the City of Dublin en mayo de 2007.

## Traducciones y ediciones
Siguiendo el consejo de su editor Liam Miller, Kinsella volcó sus esfuerzos en la traducción de textos del irlandés antiguo, como Longes Mac Unsnig y The Breastplate of St Patrick (1954), y Thirty-Three Triads de 1955. Su trabajo más importante en esta área fue recogido en dos volúmenes, el primero de ellos, The Táin, (Dolmen, 1969 y Oxford, 1970), una hermosa y enérgica versión del Táin Bó Cúailnge ilustrada por Louis le Brocquy.
El segundo, fue una antología de poesía irlandesa: An Duanaire: 1600-1900, Poems of the Dispossessed (1981), editada por Seán Ó Tuama. Kinsella editó igualmente los Selected Poems y Collected Poems de Austin Clarke, ambos en 1974, para Dolmen; posteriormente aparecerían en The New Oxford Book of Irish Verse (1986).

## Poesía última
En 1965, Kinsella dejó su puesto en el Civil Service para trabajar a tiempo completo en la Southern Illinois University. En 1970 se hizo profesor de inglés en la Universidad del Temple. Mientras estaba en esta universidad desarrolló un programa para estudiar en Irlanda llamado "The Irish Experience". Dicho programa enseñó a cientos de irlandeses estadounidenses la historia, la literatura y la lengua de Irlanda.
En 1972, puso en marcha la editorial Peppercanister Press para publicar su propia obra. La primera publicación fue Butcher's Dozen, una respuesta satírica al Widgery Tribunal (el que juzgó los hechos) sobre los sucesos del famoso Domingo Sangriento (1972). 
A partir de este momento, la poesía de Kinsella abandona la influencia de Auden, siguiendo más bien la línea del modernismo anglosajón estadounidense (Ezra Pound, William Carlos Williams, Robert Lowell...). Además, su poesía se centra mayormente en la conciencia individual, en referencia a Carl Jung. Dichas tendencias aparecen en obras como Notes from the Land of the Dead (1973) y One (1974).
En los años 80, libros como Her Vertical Smile (1985), Out of Ireland (1987) y St Catherine's Clock (1987) marcaron una progresión a temas más sociales e históricos. Esta tendencia se enriqueció con elementos satíricos en libros como One Fond Embrace (1988), Personal Places (1990), Poems From Centre City (1990) y The Pen Shop (1996). Sus Collected Poems aparecieron en 1996, y posteriormente, en una edición aumentada, en 2001.

## Obras

### Poesía
- Poems (Dublin, The Dolmen Press, 1956);
- Another September (Dolmen, 1958);
- Poems & Translations (New York: Atheneum, 1961);
- Downstream (Dolmen, 1962);
- The Clergyman (Dublin: St Sepulchre's Press, 1965);
- Tear (Cambridge, MA: Pym-Randall Press, 1969);
- Nightwalker and Other Poems (Dolmen, Oxford, New York, Oxford University Press, 1968; New York, Knopf, 1969);
- Ely Place (Dublin: Tara Telephone Publications/St. Sepulchre's Press, 1972);
- Butcher's Dozen (Dublin, Peppercanister, 1972);
- The Good Fight (Peppercanister 1973);
- Notes from the Dead and Other Poems (Knopf, 1973);
- Fifteen Dead (Peppercanister, 1979);
- One and Other Poems (Dolmen, Oxford University Press, 1979);
- Peppercanister Poems 1972-1978 (Dolmen 1979; Winston Salem, North Carolina, Wake Forest University Press, 1979);
- One Fond Embrace (Deerfield, MA: Deerfield Press, 1981);
- St Catherine's Clock (Oxford University Press, 1987);
- Blood & Family (New York: Oxford Univ. Press, 1988);
- Poems from Centre City (Peppercanister, 1990);
- Madonna and Other Poems (Peppercanister, 1991);
- Open Court (Peppercanister, 1991);
- The Pen Shop (Peppercanister, 1997);
- The Familiar (Peppercanister, 1999);
- Godhead (Peppercanister, 1999);
- Citizen of the World (Peppercanister, 2000);
- Littlebody (Peppercanister, 2000);
- Collected Poems 1956-2001 (Oxford University Press, 2001);
- Marginal Economy (Peppercanister, 2006);
- Collected Poems 1956-2001 (Wake Forest University Press, 2006);
- Belief and Unbelief (Peppercanister, 2007);
- Man of War (Peppercanister, 2007);
- Selected Poems (Carnanet Press, 2007).

### Prosa
- The Dual Tradition: An Essay on Poetry and Politics in Ireland (Carcanet, 1995);
- Readings in Poetry (Peppercanister, 2006).

### Poesía y prosa
- A Dublin Documentary (O'Brien Press, 2007). (Poesía reunida con fotografías y comentarios del autor.)

### Traducción
- The Táin, de la epopeya irlandesa Táin Bó Cúailnge, con ilustraciones a cargo de Louis le Brocquy (Dolmen, 1969; Oxford University Press, 1970).
- An Duanaire - Poems of the Dispossessed, antología de poemas en gaélico editada por Seán Ó Tuama (Dolmen, 1981).

### Audio
- Fair Eleanor, O Christ Thee Save (Claddagh Records, 1971)
- Thomas Kinsella - Poems 1956-2006 (Claddagh Records, 2007).